# Dywizjon 304
304 Dywizjon Bombowy „Ziemi Śląskiej im. ks. Józefa Poniatowskiego” (ang. No.304 Polish Bomber Squadron) – eskadra lotnictwa bombowego, a następnie zwalczania okrętów podwodnych oraz lotnictwa transportowego Polskich Sił Powietrznych w Wielkiej Brytanii.

## Historia

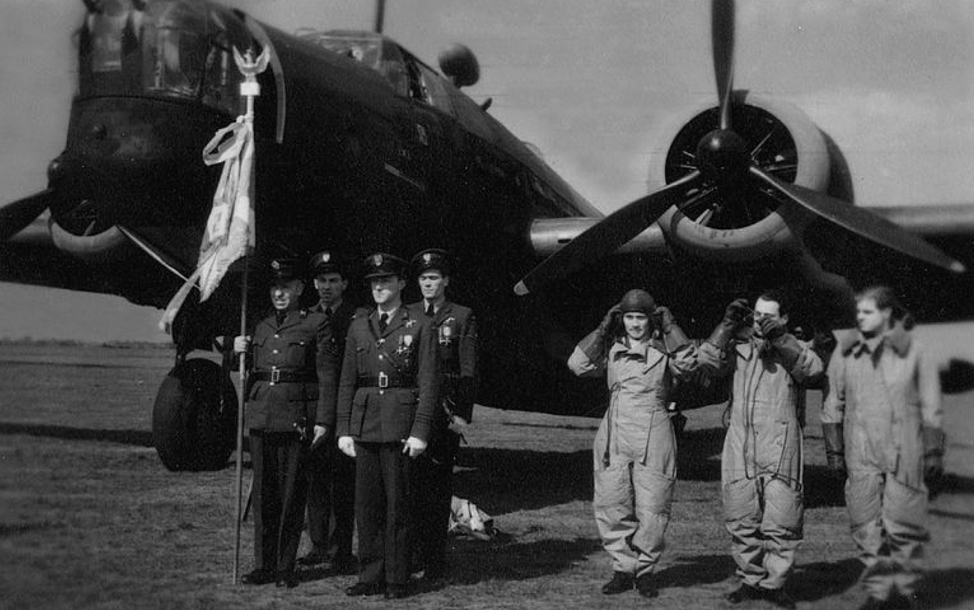
Por. pil. Jerzy Iszkowski dowódcą klucza i pocztu sztandarowego Sztandaru Polskich Sił Powietrznych przekazywanego przez Dywizjon 303 na lotnisku RAF Northolt, kolejnemu Dywizjonowi 304 do przewiezienia na lotnisko RAF Lindholme

### Formowanie dywizjonu
Formowanie dywizjonu rozpoczęło się 23 sierpnia 1940 w bazie RAF Bramcote. Szkolenie odbywało się na trzyosobowych bombowcach Fairey Battle, a od listopada na sześcioosobowych nowych bombowcach Vickers Wellington I 24. Personel dywizjonu był złożony z polskich 24 sześcioosobowych załóg oraz z 180 osób obsługi naziemnej. Dywizjon od 1 grudnia 1940 wszedł w skład, wraz z równocześnie formowanym dywizjonem 305, do 1. Grupy Dowództwa Lotnictwa Bombowego (RAF Bomber Command), przenosząc się na lotnisko RAF Syerston.

### W Dowództwie Lotnictwa Bombowego (Bomber Command)
W dniu 23 kwietnia 1941 ogłoszono gotowość operacyjną dywizjonu i następnej nocy z 24 na 25 dwie załogi odbyły pierwszą misję bojową bombardowania zbiorników paliwa w porcie Rotterdam. W operacji tej brała udział załoga por. pilota Antoniego Syma z mjr. Piotrem Dudzińskim (dowódcą dywizjonu) oraz por. pil. Kazimierza Czetowicza z por. pil. Jerzym Iszkowskim.
W następnych tygodniach dywizjon dołączył do nocnych nalotów bombardowania miast niemieckich oraz wyposażenia niemieckiego w portach francuskich. W dniu 20 lipca 1941 dywizjon przeniesiono do bazy RAF Lindholme, z lotniskiem zapasowym w obok położonej bazie RAF Finnigley, skąd też startowały samoloty dywizjonu maksymalnie obciążone, korzystając tamże z długiego umocnionego pasa startowego. Bombardowano Kolonię, Bremę, Hamburg, Emden, Essen, Mannheim, Szczecin, Rostock oraz Brest i Hawr.
W dniu 29 marca 1942 na lotnisku RAF Norfolk, gdzie stacjonował Dywizjon 303, nastąpiło uroczyste przekazania sztandaru PSP załodze specjalnego samolotu Wellington z Dywizjonu 304, którym zawieziono go do bazy RAF Lindholme, gdzie z honorami został odebrany defiladą oddziałów Dywizjonu 304 oraz 305.
W pierwszych czterech miesiącach 1942 wzrosła intensywność działań. Spowodowało to znaczne straty w personelu lotniczym oraz w sprzęcie. W kwietniu utracono 6 załóg, których nie można było uzupełnić. Z tych powodów zdecydowano o przeniesieniu dywizjonu z dniem 10 maja 1942 do Dowództwa Obrony Wybrzeża RAF Coastal Command.
W Dowództwie Lotnictwa Bombowego dywizjon wykonał 488 misji bojowych w czasie 2481 godzin, zrzucając około 800 ton bomb, tracąc 102 lotników – poległych lub rannych oraz 35 wziętych do niewoli.

### W Dowództwie Obrony Wybrzeża (Coastal Command)
Od 14 maja 1942, dywizjon stacjonował w bazie RAF Tiree na wyspie Hebrydów Wewnętrznych, skąd mógł operować nad północnym Atlantykiem. Po miesiącu, od 13 czerwca 1942 został przeniesiony do bazy RAF Dale w południowo-zachodniej Walii, skąd mógł patrolować Zatokę Biskajską . Stamtąd też w nocy z 25 na 26 czerwca 1942 załogi dywizjonu brały udział w nalocie 1000 samolotów nad Bremę.
Patrolowanie akwenów morskich w poszukiwaniu U-Bootów było wyczerpującym zadaniem, z długotrwałym lotem oraz trudnym wypatrywaniem przeciwnika. Kilka razy atakowano U-Booty, uszkadzając je lub nawet zatapiając, przy czym potem były trudności z potwierdzeniem tych rezultatów. W czasie patroli walczono z niemieckimi samolotami dalekiego zasięgu junkersami Ju 88. Niektóre z tych potyczek przyniosły chwałę polskim zwycięskim załogom, po ich zestrzeleniu lub uszkodzeniu.
Z potwierdzonych sukcesów, 2 września 1942 roku Wellington dywizjonu uszkodził bombami włoski okręt podwodny „Reginaldo Giuliani” typu Liuzzi. 4 stycznia 1944 uszkodzono z broni maszynowej i bombami niemiecki okręt podwodny U-629. 18 czerwca 1944 roku załodze kpt. L. Antoniewicza (samolot 2A) przyznano zatopienie okrętu podwodnego, lecz nie ustalono do tej pory z pewnością jaki to był okręt (dawniej przyjmowano U-441, według nowszych analiz w grę wchodzi U-988 lub U-1191). 2 kwietnia 1945 zatopiono niemiecki okręt podwodny U-321.
W okresie od 19 września 1944 do 5 marca 1945 roku dywizjon jeszcze raz stacjonował na dalekich Hebrydach Zewnętrznych w bazie RAF Benbecula. Wkrótce po przeniesieniu jesienią 1944 roku zmieniono litery kodowe samolotów z cyfry 2 z literą na litery QD z literą. Działania patrolowania dywizjon zakończył po 30 maja 1945 poszukując U-Bootów, które się jeszcze nie poddały po kapitulacji III Rzeszy.
W Dowództwie Obrony Wybrzeża dywizjon przeprowadził 2451 misji w 21 331 godzin, tracąc 19 samolotów i 69 poległych lub rannych lotników oraz 31 zabitych w innych sytuacjach niż bojowe.

### W Dowództwie Transportowym
Po zakończeniu wojny w Europie, 14 czerwca 1945 dywizjon został przeniesiony do Dowództwa Transportowego (RAF Transport Command), obsługując samolotami Vickers Warwick regularne połączenia do Grecji i Włoch. Po kwietniu 1946 działania zostały ograniczone do lotów w Wielkiej Brytanii, a w maju dywizjon otrzymał nieuzbrojone samoloty transportowe Halifax. Dywizjon został rozwiązany 18 grudnia 1946 w bazie RAF Chedburgh.

## Odznaka
Odznaka dywizjonu została zatwierdzona Dz. Rozk. NW nr 5, poz. 54 z 4 listopada 1943 roku. Przedstawia uskrzydloną bombę, na której jest nałożona litera V. Z prawej strony, w emaliowanym półkolu, odnajdujemy niebiesko-biało-czerwone barwy znaku RAF, z lewej, połowę emaliowanej szachownicy lotniczej. Na tle bomby i górnych części półkoli nałożony jest numer dywizjonu 304. Odznaka jest jednoczęściowa – wykonana w srebrze, bez próby, emaliowana. Wymiary: 41 × 24 mm.

## Dowódcy
| Dowódcy dywizjonu |             |                         |                   |                                                                                  |
| Stopień RAF       | Stopień PSP | Imię i nazwisko         | Od dnia           | Informacje                                                                       |
| Doradca brytyjski |             |                         |                   |                                                                                  |
| S/Ldr             |             | William M.Graham        | 22 lipca 1940     | potem W/Cdr, zginął w operacji bojowej z 8 na 9 maja 1941, następcy nie powołano |
| Dowódcy polscy    |             |                         |                   |                                                                                  |
| W/Cdr             | ppłk pil.   | Jan Biały               | 22 sierpnia 1940  | zrezygnował po konflikcie z doradcą brytyjskim                                   |
| W/Cdr             | mjr pil.    | Piotr Dudziński         | 20 grudnia 1940   |                                                                                  |
| S/Ldr             | mjr pil.    | Stanisław Poziomek      | 12 listopada 1941 | W/Cdr od 16 listopada 1941                                                       |
| S/Ldr             | kpt. pil.   | Kazimierz Czetowicz     | 16 sierpnia 1942  |                                                                                  |
| S/Ldr             | kpt. pil.   | Mieczysław Pronaszko    | 28 stycznia 1943  | W/Cdr od 2 lutego 1943                                                           |
| W/Cdr             | kpt. pil.   | Czesław Korbut          | 18 listopada 1943 |                                                                                  |
| W/Cdr             | mjr pil.    | Jerzy Kranc             | 10 kwietnia 1944  |                                                                                  |
| W/Cdr             | kpt. pil.   | Stanisław Żurek         | 3 stycznia 1945   |                                                                                  |
| W/Cdr             | ppłk pil.   | Witold Jacek Piotrowski | 1 września 1945   | do rozformowania dywizjonu 18 grudnia 1946                                       |

## Personel dywizjonu
W wykazie figurują oficerowie i podoficerowie Dywizjonu 304, których biogramy przez wzgląd na ich zasługi są zamieszczone w Wikipedii.

- Leopold Antoniewicz
- Robert Beill
- Jan Biały
- Jan Błażejewski
- Stefan Bohanes
- Romuald Bojarczuk
- Leon Stanisław Bonk
- Jerzy Iszkowski
- Andrzej Jeziorski
- Jan Kalfas
- Ludwik Krempa
- Bronisław Lewkowicz
- Lesław Międzybrodzki
- Władysław Minakowski
- Walery Marian Miśniakiewicz
- Stanisław Płonczyński
- Stanisław Poziomek
- Antoni Sym

## Lotniska

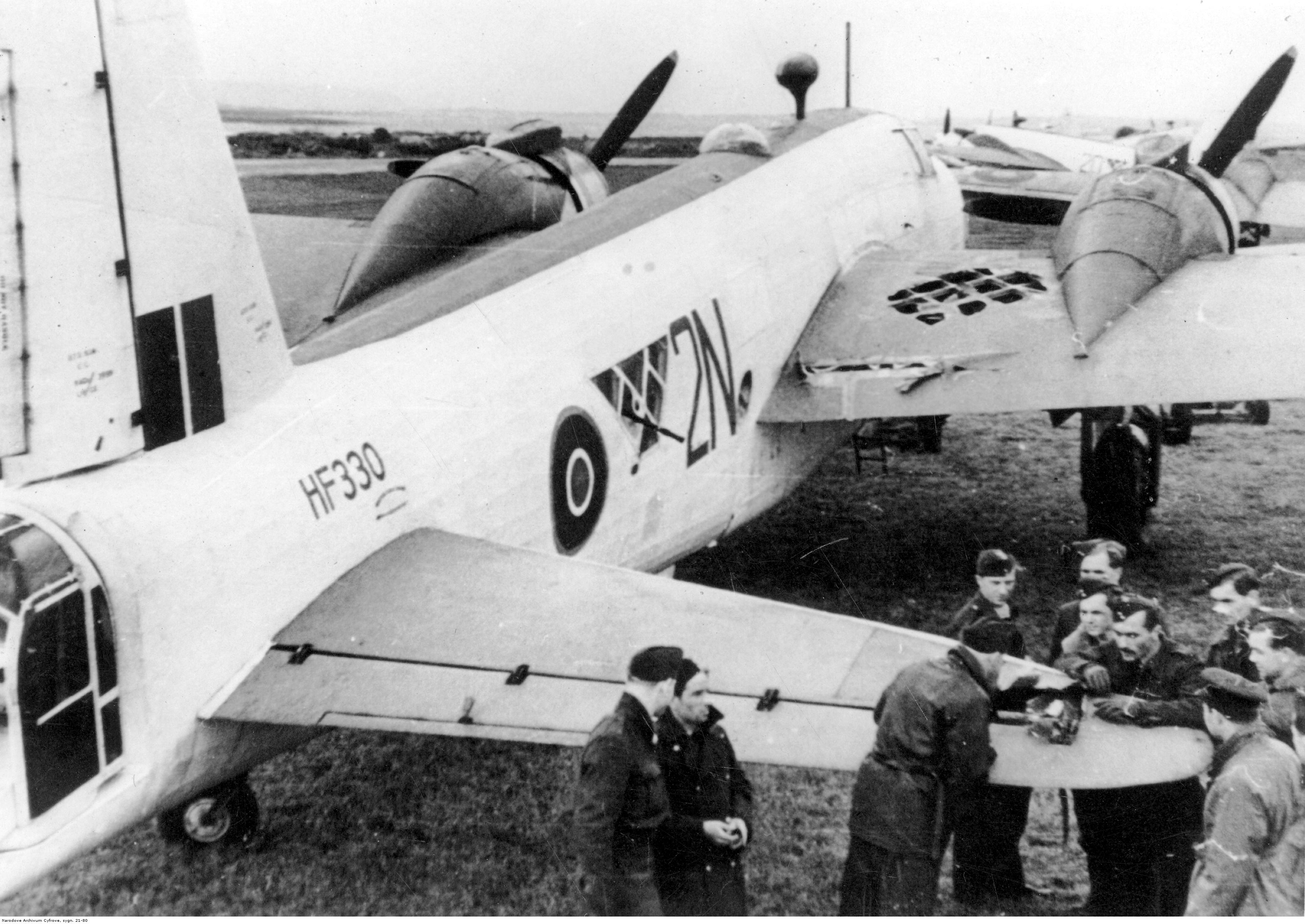
Vickers Wellington GR Mk XIV HF330

| Bazy lotnicze Dywizjonu 304 |                  |
| Baza lotnicza               | Użytkowana od    |
| RAF Bramcote                | 22 sierpnia 1940 |
| RAF Syerston                | 4 grudnia 1940   |
| RAF Lindholme               | 19 lipca 1941    |
| RAF Tiree                   | 10 maja 1942     |
| RAF Dale                    | 13 czerwca 1942  |
| RAF Talbenny                | 3 listopada 1942 |
| RAF Dale                    | 1 grudnia 1942   |
| RAF Docking                 | 2 kwietnia 1943  |
| RAF Davidstow Moor          | 8 czerwca 1943   |
| RAF Predannack              | 13 grudnia 1943  |
| RAF Chivenor                | 19 lutego 1944   |
| RAF Benbecula               | 21 września 1944 |
| RAF St Eval                 | 6 marca 1945     |
| RAF North Weald             | 9 lipca 1945     |
| RAF Chedburgh               | 6 września 1945  |

1. ↑  Do rozformowania dywizjonu 18 grudnia 1946.

## Samoloty na wyposażeniu
| Samoloty na wyposażeniu Dywizjonu 304 |                   |
| Typ samolotu                          | Użytkowany od     |
| Fairey Battle I                       | 26 sierpnia 1940  |
| Vickers Wellington IC                 | 22 listopada 1940 |
| Vickers Wellington X, XI              | od 8 czerwca 1943 |
| Vickers Wellington XIII               | 2 lipca 1943      |
| Vickers Wellington XIV                | 21 września 1943  |
| Vickers Warwick C-III                 | września 1945     |
| Handley Page Halifax C-VIII           | maja 1946         |

1. ↑  Oznaczenia przydzielonych maszyn:.
2. ↑  M.in. L5043, L5062, L5173, L5368, L5435, L5522, P2278, P2300.
3. ↑  W początkowym okresie m.in.: N2852-D, R1002, R1215-M, R1230-E, R1232, R1245-Q, R1413-J, R1473, R1697-S, R1704-P, R1761, W5688-G, W5720-Q, X9620;
na początku 1942: R1657-H, R1660-A, W5627-B, X9664-L, X9680-J, Z1088-D, Z1112-M, Z1172-V, DV423, DV437-H, DV441-Q, DV594-F, DV597-T, HF836-E;
po przeniesieniu do Coastal Command latem 1942: R1413 J, R1716 L, R3212 F, R3215 I, Z1072, Z1112 W, Z1181 R, X9831 J, DV671 D, DV759 R, DV781, DV803 D, DV807 O, HE101 M, HE103 V, HF894 A, HX384;
na początku 1943: W5718 K, DV558 O, DV375 A, DV759 R, DV920 P, HD987 I.
4. ↑  M.in.: HE302 B, HE304 C, HE488 V, HE494 X, HE576 K, HE577, HZ258 S.
5. ↑  M.in.: HZ551 2A, HZ576 2K, HZ577 2J, HZ578 2B, HZ635 2D, HZ636 2H, HZ641 2U, HZ642, HZ643 2M, HZ644 2E, HZ656 2H, HZ698 2V, HZ699 2K, HZ700, HZ723, HZ762 2G.
6. ↑  W początkowym okresie m.in.: HF179 2C, HF185 2B, HF188 2A, HF196 2D, HF197, HF198 2E, HF199 2F, HF200 2H, HF202 2G, HF203 2J;
pod koniec 1943 – początek 1944: HF121 2V, HF134 2D, HF151 2M, HF155 2Q, HF180 2S, HF181 2P, HF201 2K, HF208 2S, HF277 2Z;
pod koniec 1944 – początek 1945 z radarem ASV mk IV: HF303-E, HF304-G, HF329-Y, HF330-2N, HF331-A, HF334-M, HF386-W, HF388-K, HF419-D, HF420-Q, HF421-B, HF448-V, HF451-S, NB767-L, NB799-R, NB806-F;
w połowie 1945 z radarem ASV mk VIA: HF147-K, HF286-C, MP724-A2, NB994-Y, NC830-U, NC832-E, NC886-A, NC888-D, NC904-P, NC907-N, PF821-W, PF822-X.
7. ↑  M.in.: HG231, HG233-A, HG273-X, HG276-Q, HG289-A, HG292-W, HG298-T, HG299, HG300-P, HG306-Y, HG320-Q, HG324-F, HG326-Z, HG330-K, HG331-U, HG334-F, HG335-G, HG340-M.
8. ↑  M.in.: PP232-C, PP267-D, PP270-G, PP275-B, PP283-H, PP285-R, PP267-D, PP270-G, PP275-B, PP283-H, PP285-R, PP292-H, PP321-A.

Na przełomie 1940/41 na wyposażeniu dywizjonu znajdowały się również 2 samoloty Avro Anson, a do początkowego szkolenia pilotów używano samolotów Tiger Moth 

## Podsumowanie wysiłku bojowego
W okresie 19 lipca 1940 – 8 maja 1945  .
|                 | Operacje bojowe w Bomber Command  |       |        |       |       |       |        |
| Rok             | 1940                              | 1941  | 1942   | 1943  | 1944  | 1945  | Razem  |
| liczba operacji | –                                 | 72    | 39     | –     | –     | –     | 111    |
| samolotozadań   | –                                 | 238   | 220    | –     | –     | –     | 458    |
| godzin lotu     | –                                 | 1 202 | 1 1279 | –     | –     | –     | 2 841  |
|                 | Operacje bojowe w Coastal Commnad |       |        |       |       |       |        |
| Rok             | 1940                              | 1941  | 1942   | 1943  | 1944  | 1945  | Razem  |
| samolotozadań   | –                                 | –     | 517    | 557   | 1 003 | 284   | 2 361  |
| godzin lotu     | –                                 | –     | 4 478  | 4 770 | 9 295 | 2 788 | 21 331 |
|                 | Łącznie operacje Dywizjonu 304    |       |        |       |       |       |        |
| Rok             | 1940                              | 1941  | 1942   | 1943  | 1944  | 1945  | Razem  |
| samolotozadań   | –                                 | 238   | 737    | 557   | 1 003 | 284   | 2 819  |
| godzin lotu     | –                                 | 1 202 | 5 707  | 4 770 | 9 295 | 2 788 | 23 812 |

## Straty personalne i samolotów
|                      | Straty lotników i samolotów Dywizjonu 304 |      |      |      |      |      |       |
| Rok                  | 1940                                      | 1941 | 1942 | 1943 | 1944 | 1945 | Razem |
| polegli w akcji      | –                                         | 34   | 64   | 24   | 30   |      | 152   |
| w niewoli, zaginieni | –                                         | 7    | 11   | –    | 12   |      | 30    |
| utracone maszyny     | –                                         | 9    | 14   | 8    | 2    | 1    | 34    |

| Lista strat personalnych i sprzętowych Dywizjonu |
| --- |
| Listę opracowano na podstawie Opis oznaczeń Samolot: rozbity – podczas lotów treningowych zestrz. – zestrzelony przez myśliwca npla – zestrzelony przez obronę przeciwlotniczą Lotnik: zm. – zmarł naturalnie, po wypadku zg. – zginął w katastrofie samolotu zag.- zaginął w katastrofie (przeważnie w morzu) nwl.- dostał się do niewoli bryt. – lotnik brytyjski w polskim dywizjonie - Wellington IC NZ-T/R1268 (rozbity 14.12.1940) - 4 osoby z załogi ranne - Wellington IC NZ/R 1014 (rozbity 6.02.1941) - sierż. Stanisław Tofin (zg.) - sierż. Józef Jończyk (zg.) - sierż. Wojciech Lichota (zg.) - sierż. Jan Adam Cymborski (zg.) - Wellington IC NZ/R1212 (rozbity 15.04.1941) - por. pil. Rudolf Christman (zg.) - kpr. pchor. pil. Wiesław Pietruszewski (zg.) - plut. r/op. Antoni Berger (zg.) - 3 osoby załogi ranne - Wellington IC NZ/W5668 (pożar 4.05.1941) - 3 mechanicy ranni - Wellington IC NZ/RI443 (zestrz. 6.05.1941) - kpt. pil. Antoni Sym (zag.) - st. sierż. pil. Władysław Żołnowski (zg.) - por. nawig. Feliks Sobieralski (zg.) - plut. r/op. Leon Hampel (zag.) - por. obs. strz. Stanisław Duchnicki (zag.) - kpr. r/op. strz. Stanisław Białek (zag.) - Wellington IC NZ/R1473 (npla 8/9.05.1941) - F/O. Gavin Lynes (bryt. zg.) - W/Cdr William Graham (bryt. zg.) - Sgt. Stanley Gear (bryt. zg.) - Sgt. William Hamilton (bryt. zg.) - F/O Frank Webb (bryt. zg.) - Sgt. T.E. Wady (bryt. nwl.) - Wellington IC NZ-N/R1392 N (rozbity 27.05.1941) - kpt. pil. Jan Stanisław Waroczewski (zg.) - kpt. nawig. Cezary Wieczorek (zg.) - por. pil. Bronisław Kuszczyński (zg.) - kpr. strz. Józef Dróżdż (zg.) - 2 członków załogi się uratowało - Wellington IC NZ/R1002 (rozbity 15.07.1941) - 2 członków załogi rannych - Wellington IC NZ/N2840 (zestrz.18.07.1941) - kpt. pil. Bolesław Kuzian (zg.) - kpt. obs. Bronisław Klatt (zg.) - ppor. pil. Janusz Tomaszewski (zg.) - sierż. Jan Sylwestrowicz (zg.) - plut. strz. Jan Podziemski (zg.) - kpr. strz. Marian Czerniejewski (zg.) - Wellington IC NZ/X9620 (zestrz. 24.07.1941) - mjr. nawig. Stanisław Rzepa (zg.) - kpt. pil. Leszek Karczewski (zg.) - kpt. obs. Jan Musiał (zg.) - sierż. pil. Zygmunt Witkowski (zg.) - plut. r/op. strz. Bolesław Salomon (zg.) - st. szer. r/op. Zbigniew Żuwała (zg.) - Wellington IC NZ-D/N2852 (npla 20.10.1941) - por. obs. Adam Gisman (zg.) - ppor. pil. Stanisław Borzęcki (zag.) - sierż. pil. Mikołaj Zykow (zg.) - plut. strz. Wilhelm Adamik (zag.) - plut. r/op. Henryk Plis (zag.) - st. szer. strz. Ryszard Klimiuk (zag.) - wypadek drogowy (21.10.1941) - mechanik Władysław Boguszewski (zg.) - Wellington IC NZ/RlO64 (zestrz. 16.12.1941) - kpt. pil. Jan Błażejewski (zag.) - por. pil. Marian Szczodrowski (zag.) - por. nawig. Jan Komłacz (zag.) - szer. r/op. Bogusław Gołąbek (zag.) - plut. strz. Kazimierz Suwalski (zag.) - kpr. strz. Hubert Rutkowski (zag.) - Wellington IC NZ/DV423 (zestrz. 10.01.1942) - ppor. pil. Jan Zając (zag.) - plut. pil. Garstka (zag.) - por. nawig. Józef Mączyński (zag.) - kpr. r/op. Strzyżewski Jacek (zg.) - por. strz. Tadeusz Józef Klewicz (zg.) - kpr. strz. Rajmund Pokrzywa (zag.) - Wellington IC NZ/Z1082 (zestrz. 11.01.1942) - plut. pil. Stanisław Obiorek (zag.) - kpr. pil. Bolesław Kazimierz Patek (zag.) - por. nawig. Janusz Augustyn Kurek (zag.) - plut. r/op. Andrzej Kwiecień (zag.) - kpr. r/op. Alojzy Sankowski (zag.) - kpr. strz. Adam Rogowski (zag.) - Wellington IC NZ/R1602 (rozbity 10.03.1942) - załoga bez szwanku - Wellington IC NZ/X9764 (zestrz. 6.04.1942) - ppor. pil. Alfred Osadziński (zg.) - ppor. pil. Kazimierz Ziemiański (zg.) - kpt. nawig. Zygmunt Natkański (zg.) - kpr. r/op. Dominik Marian Grajnert (zg.) - ppor. strz. Ludwik Karol Assman (zg.) - kpr. strz. Zdzisław Babraj (zg.) - Wellington IC NZ-E/R1230 (zestrz. 11.04.1942) - kpr. pil. Józef Janik (zg.) - sierż. pil. Jerzy Solecki (nwl.) - por. nawig. Bolesław Piwowarek (nwl.) - sierż. r/op. Zenon Kłus (nwl.) - sierż. strz. Tadeusz Moszyński (nwl.) - sierż. strz. Wacław Walukiewicz (nwl.) - Wellington Mk IC X9687 (13.04.1942) – Gleuel - pplk nawig. Młynarski Edward Jerzy (zg.) - por. pil. Walery Marian Miśniakiewicz (nwl. Żagań) - sierż. strz. M Bratkowski, - sierż. pil. W Graczyk, - sierż. strz. M Niewolski, - sierż. strz. M Broda, - Wellington Mk IC X9829 (24.04.1942) - kpt. pil. Kwak Jan Tadeusz - ppor pil. Dzierzbicki Lech Stanisław - kpt. nawig. Wójcik Stanisław Marian - plut. r/op. strz. Woźniak Lucjan Jan - por. obs. strz. Zieleniewski Stanisław - plut. strz. Jankowski Władysław - Wellington Mk IC ZI088 D (27.04.1942) - ppor. pil. Szczurowski Ryszard (zg.) - por. nawig. Kowalski Edward - st. sierż. r/op. Pieczyński Zdzisław Stanisław - kpr. strz. Ferenc Stefan - kpr. strz. Garbacz Wincenty - Wellington Mk IC DV441 Q (26.06.1942) - ppor. pil. Kramin Jan - kpr. pil. Kuc Henryk - kpt. nawig. Marian Dydziul - sierż. r/op. strz. Kamyszek Tadeusz - plut. strz. Wojas Jan - kpr. strz. Talach Nikita - Wellington Mk IC Z1072 G (11.07.1942) - ppor. pil. Mazurkiewicz Michał - st.sierż. pil. Kosturkiewicz Antoni - Wellington Mk IC HX384 (11.08.1942) - por. pil. Siuzdak Tadeusz - sierż. pil. Omieljaszko Michał - kpt. nawig. Maślanka Ludwik - plut. r/op. strz. Droidziok Paweł - kpr. strz. Modrzewski Marian Jerzy - kpr. strz. Wojtowicz Stanisław Rudolf - Wellington Mk IC Z1172 V (20.08.1942) - ppor. pil. Zieliński Antoni Aleksy - plut. pil. Jamo Ryszard - por. nawig. Wasilewski Leszek Teofil - plut. r/op. strz. Ruszel Ludwik - szer. strz. Tycholis Antoni - st. szer. strz. Gramiak Grzegorz Piotr - Wellington Mk IC R1704 P (15.10.1942) - por. pil. Schultz Adam - por. pil. Skierkowski Tadeusz - Wellington Mk IC R1413 J (16.10.1942) - por. pil. Targowski Stanisław - plut. pil. Twardoch Gerard - por. nawig. Oles Tadeusz - kpr. strz. Młynarski Władysław - plut. r/op. Piechowiak Zygmunt Stanisław - kpr. strz. Kubacik Franciszek - Wellington Mk IC R1716 L (1.11.1942) - mjr pil. Skorobohaty Ignacy - por. pil. Krawczyk Stanisław - kpt. nawig. Szkuta Alojzy - por. strz. Wodziński Mieczysław Sebastian - kpr. strz. Sasal Zygmunt - kpr. r/op. Rogala-Sobieszczański Jan – (19.03.1943) - wypadek drogowy (19.03.1943) - szer. mech. Rolecki Jan (zg.) - Wellington XIII HZ575 (3.07.1943) - por. pil. Nowak Marian - plut. pil. Stryk Roman - por. nawig. Blachowski Jerzy Józef - kpr. r/op. strz. Fedak Jerzy - plut. r/op. strz. Piłat Stefan - kpr. strz. Szulgin Henryk - Wellington XIII HZ640 W (26.07.1943) - por. pil. Roliński Stanisław - plut. pil. Zagórowski Romuald - por. nawig. Jagiełło Władysław - kpr. r/op. strz. Zawiliński Adam Stanisław - kpr. strz. Ehrlich Stanisław - por. strz. Kulicki Józef - Wellington X HE576 K (29.07.1943) - mjr pil. Janicki Zygmunt - plut. pil. Rodziewicz Lech - Wellington XIII HZ638 (13.08.1943) - ppor. pil. Kielan Sylwan Józef - sierż. pil. Pastwa Witold - kpt. nawig. Widanka Stefan - kpr. r/op. Dangel Jerzy Marian - plut. strz. Górka Franciszek - kpr. strz. Czarnecki Kazimierz - Wellington XIII HZ576 2K (22.08.1943) - por. pil. Porybski Bolesław - sierż. pil. Gawlik Konstanty - por. nawig. Matuszewski Bolesław Robert - sierż. r/op. Walkiewicz Wiktor - plut. strz. Wojniłowicz Jan - kpr. strz. Szczepaniak Stefan - Wellington XIV HF208 2S (21.12.1943) - sierż. pil. Adamowicz Klemens - plut. pil. Czerniawski Stanisław - plut. nawig. Kuflik Naftali Paweł - plut. r/op. Kowalewicz Paweł - st. szer. strz. Ługowski Kazimierz - kpr. strz. Pietrzak Wincenty - Wellington XIV HFl98 2E (14/15.01.1944) - par. pil. Nowacki Stanisław - par. pil. Ciechanowski Wiktoryn - par. nawig. Chomka Wacław - plut. r/op. Krzywoń Tadeusz - kpr. r/op. Druciak Włodzimierz – (20.01.1944) - - kpr. techn. Kaczmarek Stefan – wypadek na lotnisku - Wellington XIV HFI21 2V (6/7.04.1944) - plut. pil. Marton Bronisław - plut. pil. Franczak Stanisław - por. nawig. Stańczykiewicz Szczepan Marcin - plut. r/op. Janicki Bronisław - st. szer. r/op. Kołodziej Włodzimierz - kpr. r/op. Sankowski Adam - Wellington XIV HFI88 2A (11.04.1944) - ppłk nawig. Poziomek Stanisław - mjr nawig. Stańczuk Edward - por. pil. Małynicz Lech - sierż. pil. Czekalski Wacław - plut. r/op. Matlak Franciszek - kpr. strz. Szpinalski Bogusław - sierż. r/op. Siadecki Edward Mikołaj - Warwick HG273 QD-X (18.01.1946) - st. sierż. Bojarczuk Romuald - Halifax PP232 QD-C (23.08.1946) - kpt. pil. Matylis Nikodem - por. pil. Dąbrowski Zygmunt - st. sierż. inż. Michalak Stanisław |

## Upamiętnienie

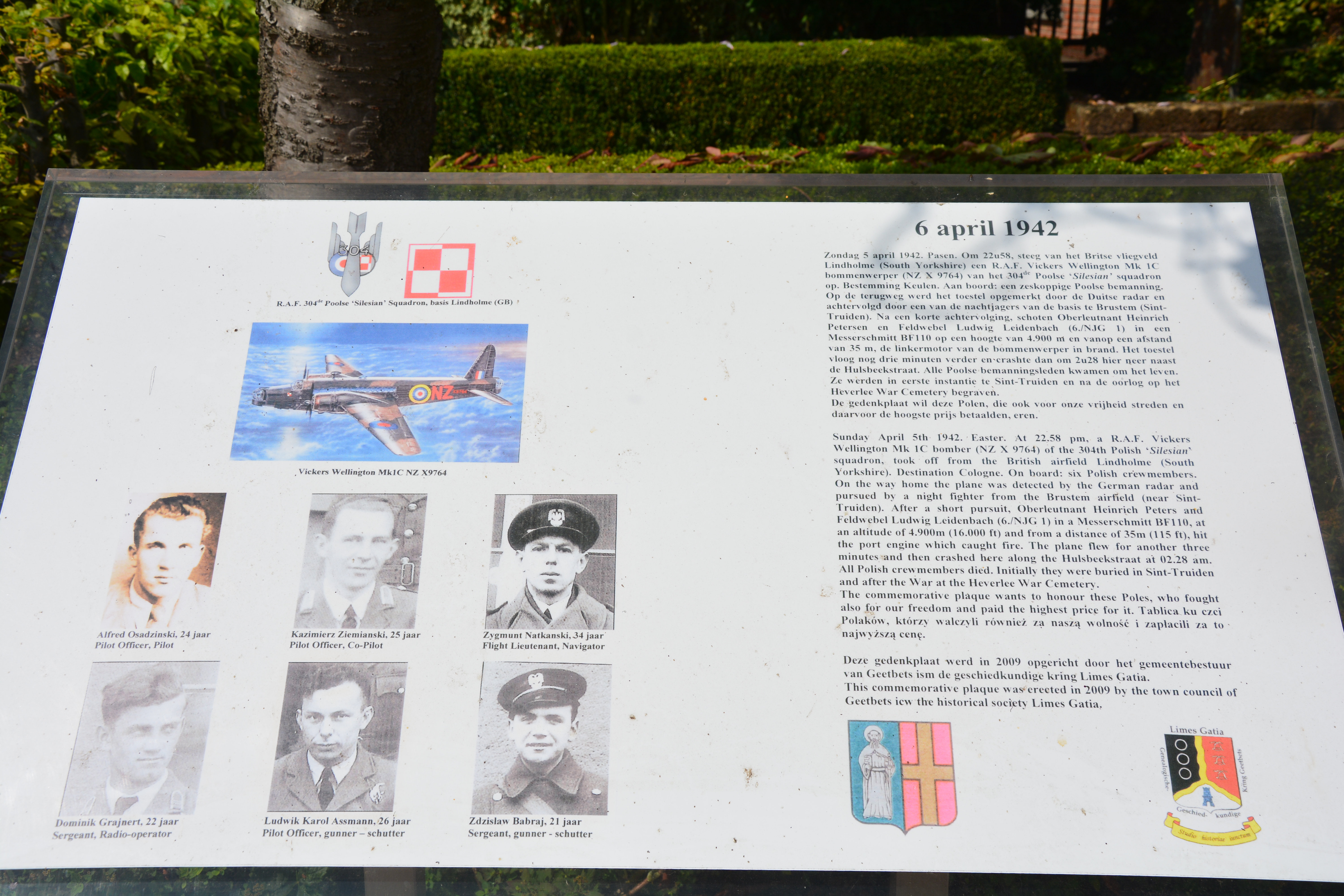
Tablica pamiątkowa z opisem zestrzelania samolotu Dywizjonu 304 w nocy z 5 na 6 kwietnia 1942

- Tablica pamiątkowa z miejsca upadku samolotu z dywizjonu 304 (Hulsbeekstraat 134, 3450 Geetbets, Belgia)
- Od sierpnia 2004 tradycje 304 Dywizjonu Obrony Wybrzeżą przejęła 30 Eskadra Lotnicza z BrygadyLotnictwa Marynarki Wojennej, a następnie w 2011 44 Baza Lotnictwa Morskiego.